# Fernando Forestieri
Fernando Martín Forestieri (Rosario, 15 gennaio 1990) è un calciatore argentino con cittadinanza italiana, attaccante dell'AEL Limassol.

## Caratteristiche
Giocatore tecnico e molto duttile, è un trequartista, ma può agire anche da seconda punta o da attaccante esterno in un 4-3-3. Rapido e dotato di un ottimo dribbling e di un ottimo tiro, è in grado di creare superiorità numerica grazie alla sua capacità nell'uno contro uno. Nel corso della carriera ha sviluppato una grande capacità nell'adattarsi a giocare in diversi ruoli. Lo si è visto difatti schierato anche come trequartista, ala su entrambe le fasce e sporadicamente come punta, doti che lo rendono un vero e proprio jolly offensivo. Buon rigorista, è dotato di un buon tiro dalla distanza. Dal baricentro basso, è in grado di sgusciare facilmente nell'uno contro uno. Per questa ragione l'allenatore Jos Luhukay nelle sue stagioni allo Sheffield Wednesday lo ha schierato spesse volte come ala destra in un 4-2-3-1 o come centrocampista laterale in un 4-4-2. Abbandonando quindi un suo iniziale schieramento in ruoli centrali salvo qualche eccezione, talvolta è schierato come seconda punta in un 4-4-2 per fungere da raccordo intorno ad un centravanti fisico.

## Carriera

### Club

#### Gli esordi
Nato a Rosario, in Argentina, da genitori italiani originari di Messina. Esordisce calcisticamente nel Newell's Old Boys, storica società della sua città natale. Al Newell's Old Boys resta pochi anni e viene acquistato nel 2003 dal Boca Juniors, squadra di Buenos Aires ed una delle società più prestigiose del Sud America. Nel Boca Juniors vi milita per alcune stagioni nelle squadre giovanili.

#### Genoa
A inizio 2006 il Genoa si interessa al calciatore ed il presidente Enrico Preziosi raggiunge un accordo formale con la famiglia, mettendo sotto contratto il giocatore. Ormai legalmente di proprietà del Genoa, non potrà giocare con la società ligure fino alla stagione seguente in quanto il Boca Juniors, ricorrendo a vari tribunali sportivi, rimanda l'invio del transfer definitivo.
Nell'estate del 2006 diventa ufficialmente un giocatore della squadra Primavera del Genoa, ma godendo della fiducia del mister Gian Piero Gasperini, viene più volte convocato in prima squadra, con la quale esordisce in una partita di Coppa Italia. Il 13 gennaio 2007, al suo esordio in Serie B, Forestieri segna il suo primo gol con i grifoni, in Pescara-Genoa (2-1). In quella stagione, vince con la Primavera il Torneo di Viareggio.

#### Prestiti a Siena e Vicenza
Nella stagione 2007-2008 viene ceduto in comproprietà al Siena. Il 26 settembre, a 17 anni, esordisce in Serie A in Siena-Atalanta (1-1). Realizza il suo primo gol nella massima serie il 13 gennaio 2008, in Siena-Inter (2-3), con un tiro di destro dal limite dell'area che finisce all'incrocio dei pali. Termina la stagione con 17 presenze ed un gol, subentrando spesso a gara iniziata.
Il 25 giugno 2008 viene riscattato dal Genoa, che decide comunque di lasciarlo al Siena in prestito. Nella prima parte della stagione il tecnico Marco Giampaolo lo impiega in 2 occasioni, quindi il 15 gennaio 2009 passa in prestito al Vicenza in Serie B, dove realizza 5 gol in 19 presenze.

#### Malaga
Il 26 luglio 2009 viene ceduto in prestito al Malaga; il 28 luglio successivo viene formalizzato il passaggio della metà del suo cartellino all'Udinese. Il 20 dicembre sigla la sua prima e finora unica nella Liga spagnola contro il Maiorca.

#### Udinese, Genoa, Empoli e Bari
Dopo la stagione passata in Spagna, torna all'Udinese ma nel gennaio 2011, dopo mezza stagione senza presenze con la prima squadra, viene ceduto in prestito all'Empoli, in Serie B, dove realizza 3 gol in 17 presenze.
Il 24 giugno 2011, alla scadenza degli accordi riguardanti le compartecipazioni, Genoa ed Udinese non si accordano andando così alle buste, all'apertura delle quali, nel giorno successivo, il cartellino del giocatore risulta interamente riscattato dalla società ligure che se lo aggiudica per 120 mila euro contro i 20.000 euro offerti dai friulani. Tuttavia il successivo 7 luglio viene depositato un nuovo trasferimento, questa volta a titolo definitivo, nuovamente a favore dell'Udinese. Nella stessa giornata viene ceduto in prestito con diritto di riscatto al Bari.

#### Watford
Il 31 agosto 2012 passa in prestito al Watford e dopo aver segnato 7 reti in 25 presenze nella seconda divisione inglese, viene riscattato dalla società londinese.

#### Sheffield Wednesday
Nell'agosto 2015 firma un quadriennale con lo Sheffield Wednesday, squadra inglese militante in Championship (seconda serie), che lo acquista per una cifra vicina ai 4 milioni di euro. Nella sua prima stagione si rivela un'autentica sorpresa, tanto da realizzare 15 gol ed 8 assist in 38 partite, che non sono tuttavia sufficienti per la conquista della promozione: lo Sheffield Wednesday perde la finale play-off contro l'Hull City. Il 9 gennaio 2017 prolunga il contratto con lo Sheffield Wednesday fino al 2020. In cinque stagioni totalizza 134 presenze e 40 gol tra campionato e coppe.

#### Ritorno all'Udinese
L'8 settembre 2020 fa ritorno all'Udinese. Debutta con i friulani il 27 settembre seguente nella sconfitta per 1-0 contro il Verona, tornando a giocare nella massima serie dopo 12 anni.. Il 28 ottobre segna la prima marcatura con i friulani, nel successo sul L.R. Vicenza per 3-1 nel terzo turno di Coppa Italia. Il 29 novembre trova anche il primo gol in campionato, firmando il terzo gol friulano nel successo per 3-1 in casa della Lazio, tornando in rete nella massima serie italiana dopo quasi 13 anni dalla sua unica precedente realizzazione. Il 30 dicembre successivo rescinde con i friulani, dopo 27 presenze e 4 reti totali.

#### Johor
Il 14 gennaio 2022 firma per la società malese del Johor Darul Ta'zim. Esordisce in campionato il 4 marzo 2022 segnando una doppietta cinque giorni dopo. Il 13 marzo segna inoltre una tripletta nel primo turno di coppa di Malesia. L'11 settembre 2022 la squadra vince la FA Cup della Malesia battendo per 3-0 in finale il Terenggaru e Forestieri è il capocannoniere della competizione con 6 reti. Il 15 ottobre successivo vince anche il campionato malesiano. Il 26 novembre, infine, vince anche la Coppa di Malesia segnando il gol del 2-1 finale contro il Selangor; è stato premiato col premio di miglior giocatore. Conclude la sua prima stagione in Malesia collezionando complessivamente 36 gol (25 in campionato, 6 in FA Cup, 5 in Coppa di Malesia e uno in AFC Champions League) e vincendo 4 trofei e due riconoscimenti individuali.
Il 24 aprile 2023 vince per la seconda volta di fila la Supercoppa di Malesia, battendo il Terrenganu. Il 22 luglio seguente vince per il secondo anno di fila la FA Cup della Malesia.
Il 7 gennaio 2024 chiude dopo due anni la sua esperienza in Malesia collezionando 8 trofei e segnando 47 gol in 69 partite.
Dopo meno di un mese dalla rescissione del contratto, il 21 gennaio ritorna al Johor.

### Nazionale
Quando è arrivato in Italia all'età di 16 anni, era in possesso sia della cittadinanza italiana che di quella argentina. Nelle nazionali giovanili, esordisce con l'Under-17 italiana: la sua convocazione fa gridare allo scandalo la stampa argentina per la perdita di una grande promessa.
Passa poi all'Under-19, con la quale nel luglio 2008, sotto la direzione del tecnico Francesco Rocca, partecipa all'Europeo U-19 in Repubblica Ceca, segnando un gol decisivo in semifinale.
Nel 2008 esordisce nella nazionale Under-20, venendo poi inserito nella lista preliminare di 30 giocatori per i Mondiali Under-20 del 2009, senza poi essere convocato.
Il 13 aprile 2011 esordisce nella nazionale Under-21 guidata da Ciro Ferrara, entrando nel secondo tempo della partita amichevole contro la Russia U-21 disputata a Padova.

## Statistiche

### Presenze e reti nei club
Statistiche aggiornate al 15 giugno 2024.
| Stagione                  | Squadra                   | Campionato                | Campionato | Campionato | Coppe nazionali | Coppe nazionali | Coppe nazionali | Coppe continentali | Coppe continentali | Coppe continentali | Altre coppe | Altre coppe | Altre coppe | Totale | Totale |
| Stagione                  | Squadra                   | Comp                      | Pres       | Reti       | Comp            | Pres            | Reti            | Comp               | Pres               | Reti               | Comp        | Pres        | Reti        | Pres   | Reti   |
| ------------------------- | ------------------------- | ------------------------- | ---------- | ---------- | --------------- | --------------- | --------------- | ------------------ | ------------------ | ------------------ | ----------- | ----------- | ----------- | ------ | ------ |
| 2006-2007                 | Genoa                     | B                         | 1          | 1          | CI              | 2               | 0               | -                  | -                  | -                  | -           | -           | -           | 3      | 1      |
| 2007-2008                 | Siena                     | A                         | 17         | 1          | CI              | 0               | 0               | -                  | -                  | -                  | -           | -           | -           | 17     | 1      |
| 2008-gen. 2009            | Siena                     | A                         | 2          | 0          | CI              | 1               | 0               | -                  | -                  | -                  | -           | -           | -           | 3      | 0      |
| Totale Siena              | Totale Siena              | Totale Siena              | 19         | 1          |                 | 1               | 0               |                    | -                  | -                  |             | -           | -           | 20     | 1      |
| gen.-giu. 2009            | Vicenza                   | B                         | 19         | 5          | CI              | -               | -               | -                  | -                  | -                  | -           | -           | -           | 19     | 5      |
| 2009-2010                 | Malaga                    | PD                        | 19         | 1          | CR              | 1               | 0               | -                  | -                  | -                  | -           | -           | -           | 20     | 1      |
| 2010-gen. 2011            | Udinese                   | A                         | 0          | 0          | CI              | 1               | 0               | -                  | -                  | -                  | -           | -           | -           | 1      | 0      |
| gen.-giu. 2011            | Empoli                    | B                         | 19         | 3          | CI              | -               | -               | -                  | -                  | -                  | -           | -           | -           | 19     | 3      |
| 2011-2012                 | Bari                      | B                         | 28         | 2          | CI              | 2               | 0               | -                  | -                  | -                  | -           | -           | -           | 30     | 2      |
| 2012-2013                 | Watford                   | FLC                       | 28+3       | 8+0        | FACup+CdL       | 1+0             | 0               | -                  | -                  | -                  | -           | -           | -           | 32     | 8      |
| 2013-2014                 | Watford                   | FLC                       | 29         | 7          | FACup+CdL       | 2+2             | 1+0             | -                  | -                  | -                  | -           | -           | -           | 33     | 8      |
| 2014-2015                 | Watford                   | FLC                       | 24         | 5          | FACup+CdL       | 1+1             | 0               | -                  | -                  | -                  | -           | -           | -           | 26     | 5      |
| ago. 2015                 | Watford                   | PL                        | 0          | 0          | FACup+CdL       | 0+1             | 0               | -                  | -                  | -                  | -           | -           | -           | 1      | 0      |
| Totale Watford            | Totale Watford            | Totale Watford            | 81+3       | 20+0       |                 | 8               | 1               |                    | -                  | -                  |             | -           | -           | 92     | 21     |
| 2015-2016                 | Sheffield Weds            | FLC                       | 36+3       | 15+0       | FACup+CdL       | 0+0             | 0               | -                  | -                  | -                  | -           | -           | -           | 39     | 15     |
| 2016-2017                 | Sheffield Weds            | FLC                       | 35+2       | 12         | FACup+CdL       | 1+0             | 0               | -                  | -                  | -                  | -           | -           | -           | 38     | 12     |
| 2017-2018                 | Sheffield Weds            | FLC                       | 10         | 5          | FACup+CdL       | 0+1             | 0               | -                  | -                  | -                  | -           | -           | -           | 11     | 5      |
| 2018-2019                 | Sheffield Weds            | FLC                       | 25         | 6          | FACup+CdL       | 1+1             | 0               | -                  | -                  | -                  | -           | -           | -           | 27     | 6      |
| 2019-2020                 | Sheffield Weds            | FLC                       | 17         | 2          | FACup+CdL       | 1+1             | 0               | -                  | -                  | -                  | -           | -           | -           | 19     | 2      |
| Totale Sheffield Weds     | Totale Sheffield Weds     | Totale Sheffield Weds     | 123+5      | 40+0       |                 | 6               | 0               |                    | -                  | -                  |             | -           | -           | 134    | 40     |
| 2020-2021                 | Udinese                   | A                         | 19         | 1          | CI              | 2               | 1               | -                  | -                  | -                  | -           | -           | -           | 21     | 2      |
| giu-dic. 2021             | Udinese                   | A                         | 4          | 2          | CI              | 2               | 0               | -                  | -                  | -                  | -           | -           | -           | 6      | 2      |
| Totale Udinese            | Totale Udinese            | Totale Udinese            | 23         | 3          |                 | 4               | 1               |                    |                    |                    |             |             |             | 27     | 4      |
| 2022                      | Johor Darul Ta'zim        | LS                        | 18         | 13         | MFACup+MC       | 5+7             | 6+4             | ACL                | 6                  | 1                  | SM          | 1           | 1           | 37     | 25     |
| 2023                      | Johor Darul Ta'zim        | LS                        | 20         | 19         | MFACup+MC       | 3+4             | 1+2             | ACL                | 5                  | 0                  | SM          | 1           | 0           | 33     | 22     |
| 2024                      | Johor Darul Ta'zim        | LS                        | 2          | 2          | MFACup+MC       | 1+0             | 1+0             | ACL                | 0                  | 0                  | SM          | 0           | 0           | 3      | 3      |
| Totale Johor Darul Ta'zim | Totale Johor Darul Ta'zim | Totale Johor Darul Ta'zim | 40         | 34         |                 | 20              | 14              |                    | 11                 | 1                  |             | 2           | 1           | 73     | 50     |
| Totale carriera           | Totale carriera           | Totale carriera           | 377        | 110        |                 | 45              | 8               |                    | 11                 | 1                  |             | 2           | 1           | 435    | 120    |

## Palmarès

### Club

#### Competizioni giovanili
- Torneo di Viareggio: 1

Genoa: 2007

#### Competizioni nazionali
- Super Cup: 2

Johor Darul T'akzim: 2022, 2023
- Coppa della Malaysia: 2

Johor Darul T'akzim: 2022, 2023
- Malaysia Super League: 2

Johor Darul T'akzim: 2022, 2023

### Individuale
- Capocannoniere della Malayisian FA Cup: 1

2022